# Naturschutzgebiet Leitmarer Felsen

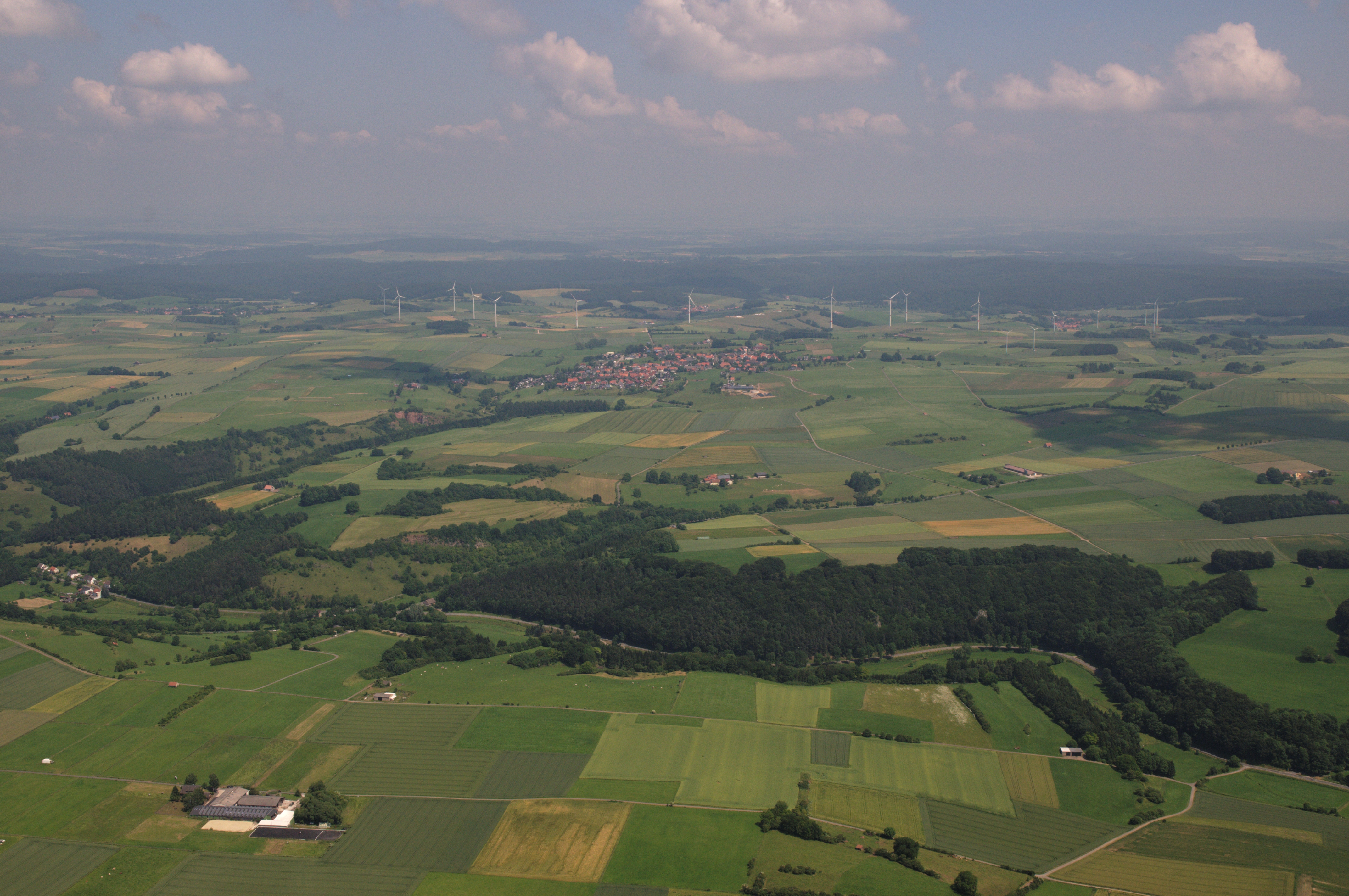
NSG Leitmarer Felsen (Waldbereich rechts)

Das Naturschutzgebiet Leitmarer Felsen mit einer Größe von 23,57 ha liegt südlich von Marsberg im Hochsauerlandkreis. Es wurde 1985 von der Bezirksregierung Arnsberg als Naturschutzgebiet (NSG) ausgewiesen. Mit dem Landschaftsplan Marsberg wurde das NSG 2008 erneut ausgewiesen. Das NSG stellt seit 2004 eine von drei Teilflächen des Fauna-Flora-Habitat-Gebietes (FFH) Leitmarer Felsen (Natura 2000-Nr. DE-4519-306) im Europäischen Schutzgebietssystem nach Natura 2000 mit 588 ha Größe dar. Die anderen beiden Teilflächen des FFH-Gebietes sind das Naturschutzgebiet Hengesberg und das Naturschutzgebiet Emmese. Das NSG grenzt im Westen direkt an die Landstraße 549. Das NSG gehört seit 2023 zum Vogelschutzgebiet Diemel- und Hoppecketal mit angrenzenden Wäldern.

## Beschreibung

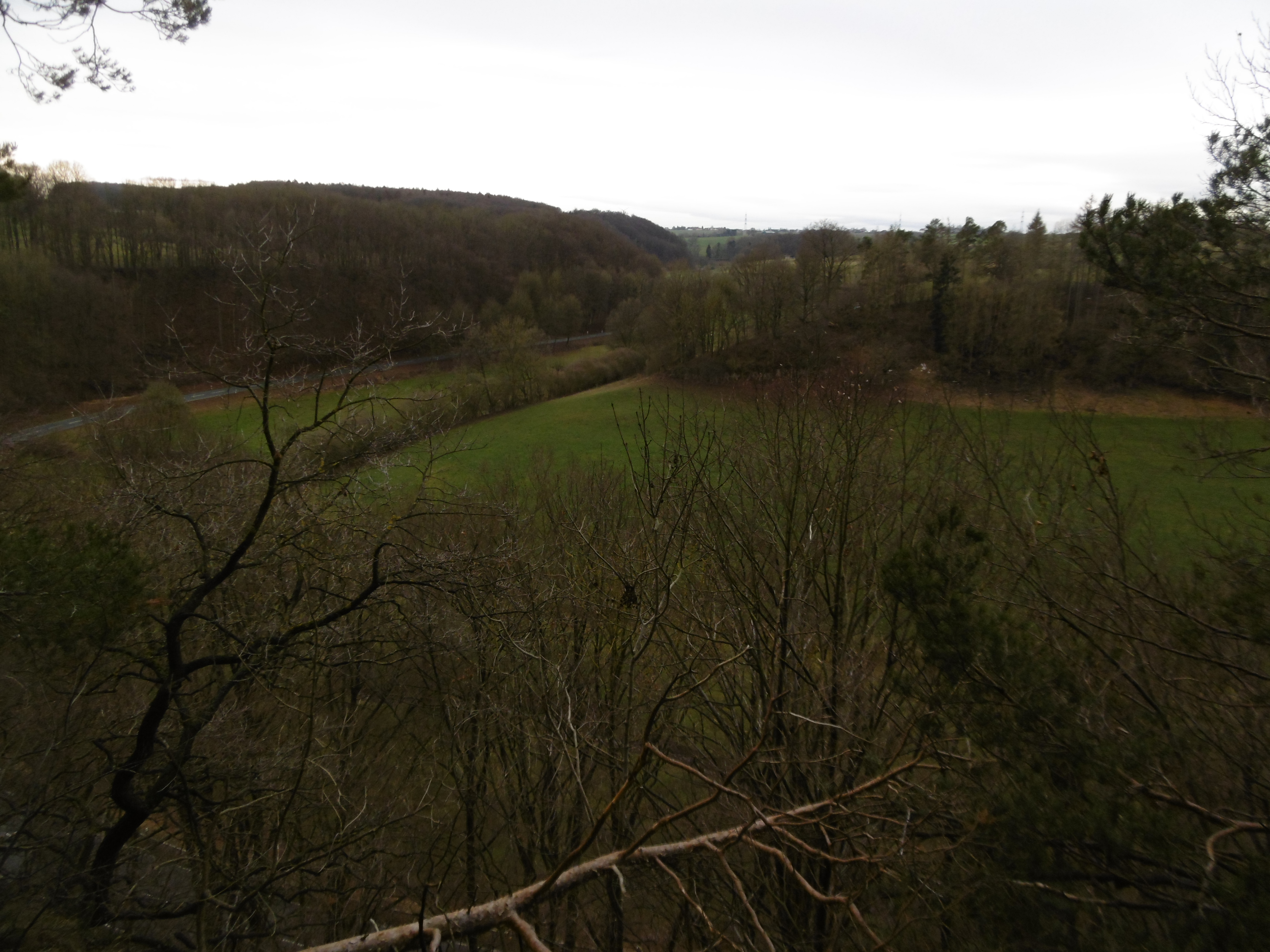
Naturschutzgebiet Leitmarer Felsen und rechts Naturschutzgebiet Glindetal

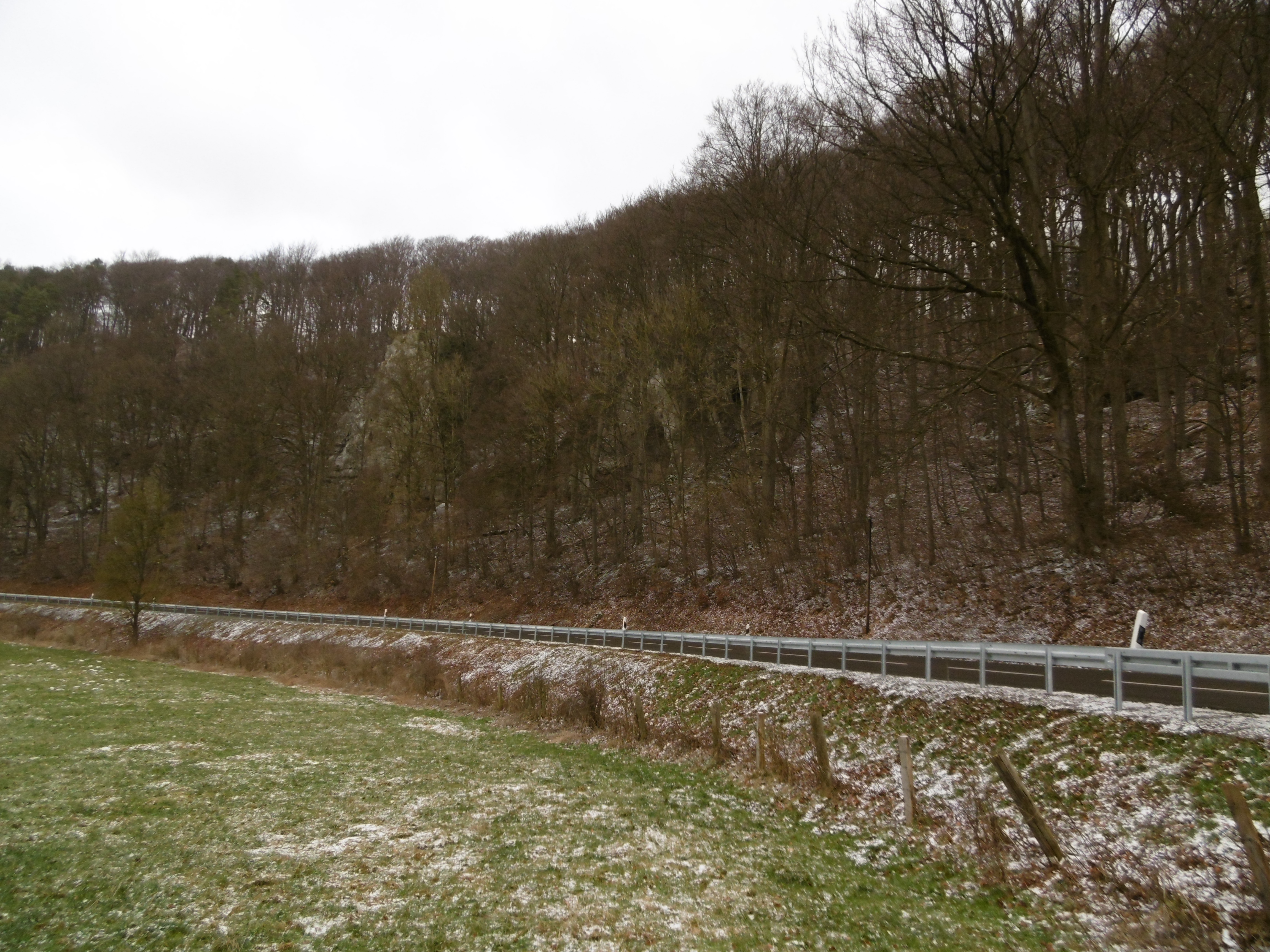
NSG von Südwesten

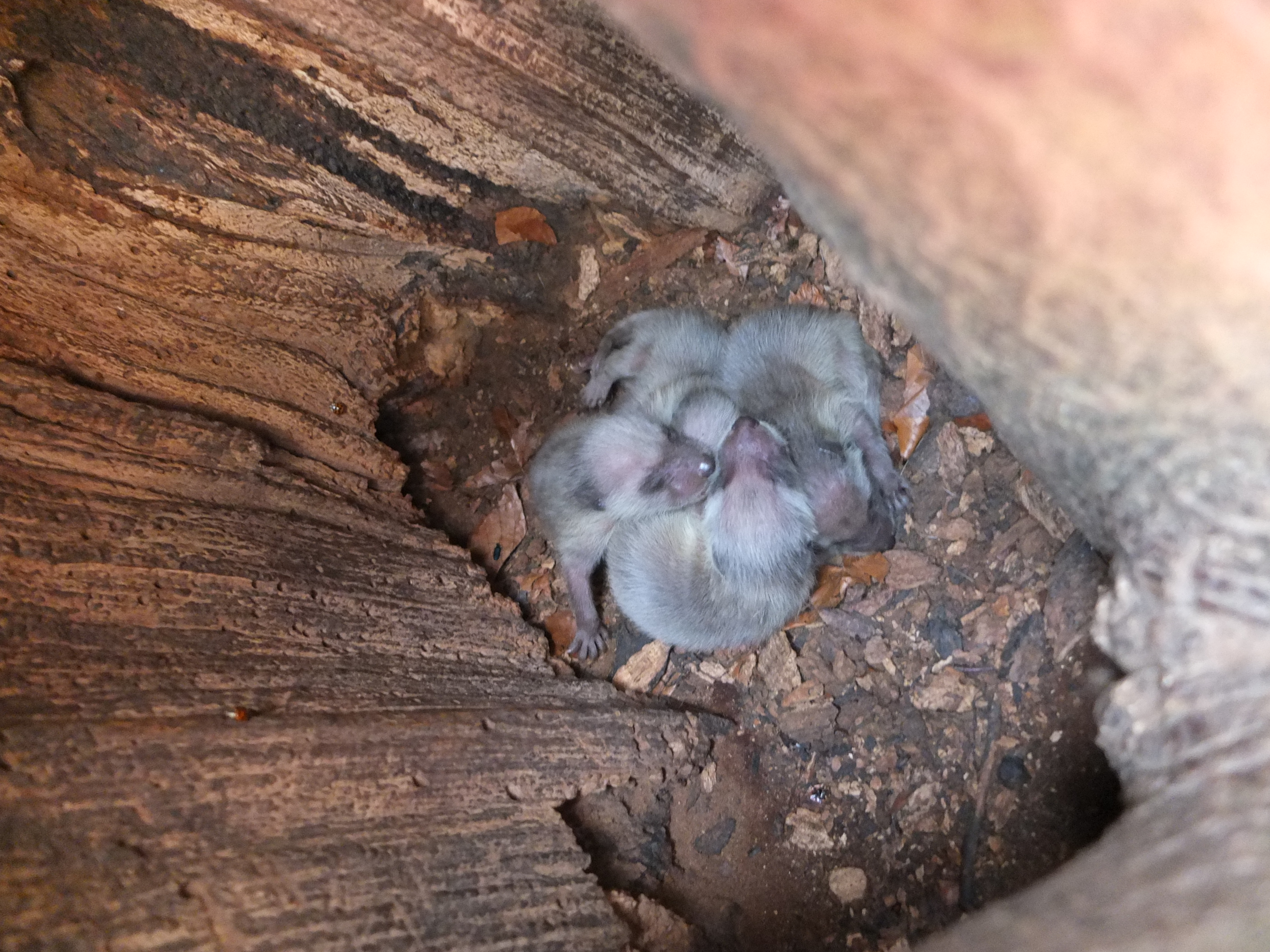
Vier Waschbärenjunge in Baumhöhle im NSG Leitmarer Felsen

Den Untergrund des NSG bildet Kalkstein. Das NSG umfasst ein Wald an steilen, überwiegend westlich exponierten Hängen. Im Wald stehen neben Rotbuchen, Traubeneiche (im Süden dominierend), Kiefern bzw. Buchen-Kiefernbestände (im Norden). In einer Talmulde im mittleren Bereich des NSG stockt ein Berg-Ahornbestand. Im NSG befinden sich bis zu 12 m hohe Felsen und Blockschutt aus Schaumkalken des Zechsteins. Im NSG befinden sich ein ehemaliger Steinbruch mit 40 breiter und 10 m hoher Felswand.
Zum Wert des Schutzgebietes führt das Fachinformationssystem vom Landesamt für Natur, Umwelt und Verbraucherschutz Nordrhein-Westfalen aus: „Die naturnahen Laubwälder und Felsbiotope sind Rückzugsraum gefährdeter Arten. Besonders der Bewuchs der teils natürlich waldfreien Kalkklippen ist von hohem wissenschaftlichem Wert. Mit seinen seltenen und wertvollen Lebensräumen ist das Gebiet von landesweiter Bedeutung und nimmt unter vergleichbaren Gebieten im Naturraum eine herausragende Stellung ein. Erhaltung der naturnahen Bestände durch naturnahe Waldbewirtschaftung sowie Förderung standortgerechter Gehölze durch Umwandlung der Nadelholzbestände. Weiterhin sollten die Waldkomplexe in Felsklippenbereichen einer ungestörten Entwicklung überlassen werden.“

## Pflanzenarten im NSG
Das Landesamt für Natur, Umwelt und Verbraucherschutz Nordrhein-Westfalen dokumentierte im Schutzgebiet Pflanzenarten wie Acker-Witwenblume, Aufrechter Ziest, Blaugrüne Segge, Roter Hartriegel, Braunrote Stendelwurz, Braunstieliger Streifenfarn, Breitblättriger Thymian, Bunte Kronwicke, Buschwindröschen, Bärlauch, Dornige Hauhechel, Echtes Johanniskraut, Eingriffeliger Weißdorn, Esche, Feldahorn, Fettwiesen-Margerite, Finger-Segge, Frühlings-Fingerkraut, Gemeiner Dost, Gemüse-Lauch, Gewöhnliche Goldrute, Gewöhnliches Sonnenröschen, Gänseblümchen, Gemeine Hasel Hainbuche, Heide-Labkraut, Kalk-Blaugras, Kleinblütige Königskerze, Kleine Bibernelle, Kleiner Wiesenknopf, Knackelbeere, Kriechender Günsel, Kriechender Hahnenfuß, Leberblümchen, Maiglöckchen, Mauerlattich, Mauerraute, Milder Mauerpfeffer, Nesselblättrige Glockenblume, Purgier-Lein, Quendelblättriges Sandkraut, Raues Veilchen, Rauhaarige Gänsekresse, Rotbuche, Rundblättrige Glockenblume, Sand-Birke, Sanikel, Scharfer Mauerpfeffer, Schwarze Königskerze, Schwarzer Holunder, Seidelbast, Steinquendel, Tauben-Skabiose, Vielblütige Weißwurz, Wald-Bingelkraut, Wald-Erdbeere, Waldmeister, Weiße Fetthenne, Weiße Schwalbenwurz, Wiesen-Storchschnabel und Zusammengedrücktes Rispengras im NSG. 